# Midwolde
Midwolde (Gronings: Midwolle) is een klein dorp in de gemeente Westerkwartier (Groningen, Nederland). Midwolde telt 185 inwoners (1 januari 2023).
Midwolde is bekend om zijn kerk, waarvan het oudste deel (het schip) uit de 12e eeuw stamt. De kerk ligt ten noorden van het landgoed Nienoord en had hier dan ook in het verleden nauwe relaties mee. In de kerk bevindt zich het praalgraf van Carel Hieronymus von Inn- und Kniphausen (1631-1664), een hoofdwerk van Rombout Verhulst en Bartholomeus Eggers. Een gebrandschilderd raam herinnert aan het ongeluk van 1907 waarbij de familie Van Panhuys verdronk in het Hoendiep.
De naam betekent: wold (= woud, bos) in het midden. Ten oosten ligt Oostwold. Rond Leek lag een uitgestrekt veengebied dat in de middeleeuwen is ontgonnen.
De naam lijkt veel op die van Midwolda, dat in het oosten van de provincie Groningen in de gemeente Oldambt ligt en een stuk groter is.
Midwolde is te bereiken met het openbaar vervoer. De lijnen 3 (Q-link), 85, 417 en 589 zijn de lijnen die aan de Nienoordsrand halteren.

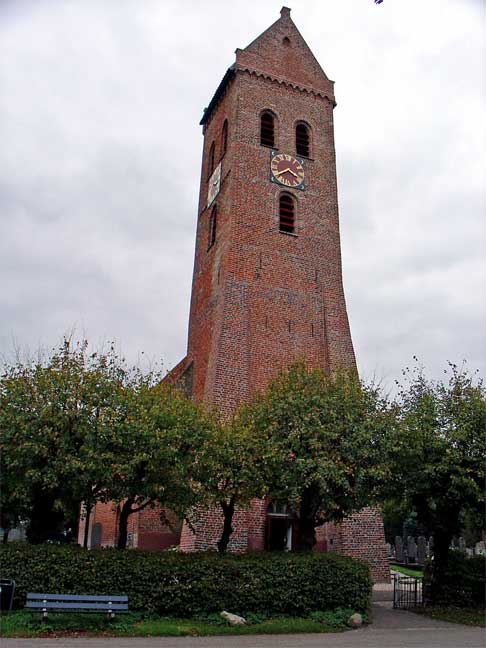
De kerk van Midwolde
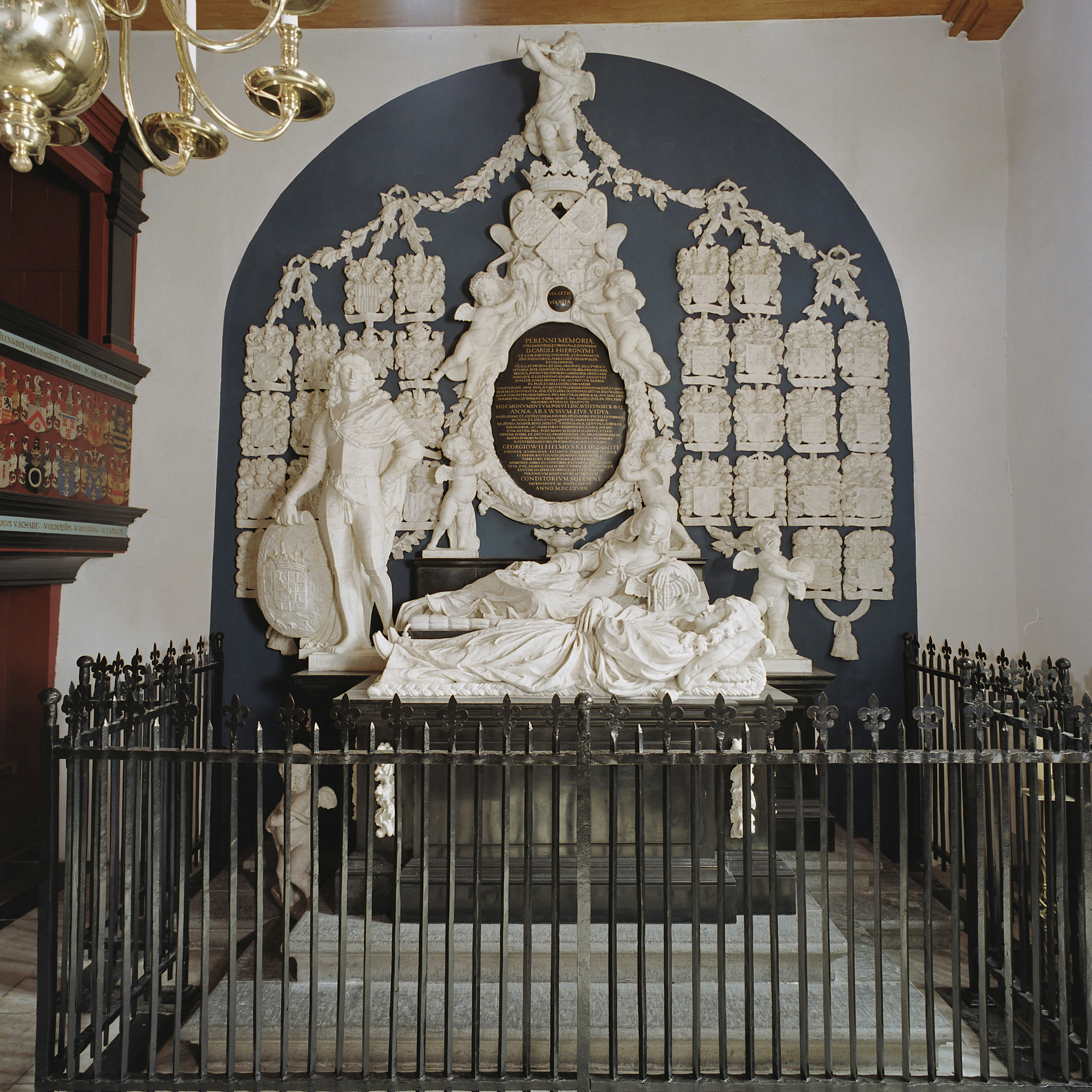
Praalgraf Anna van Ewsum in de kerk
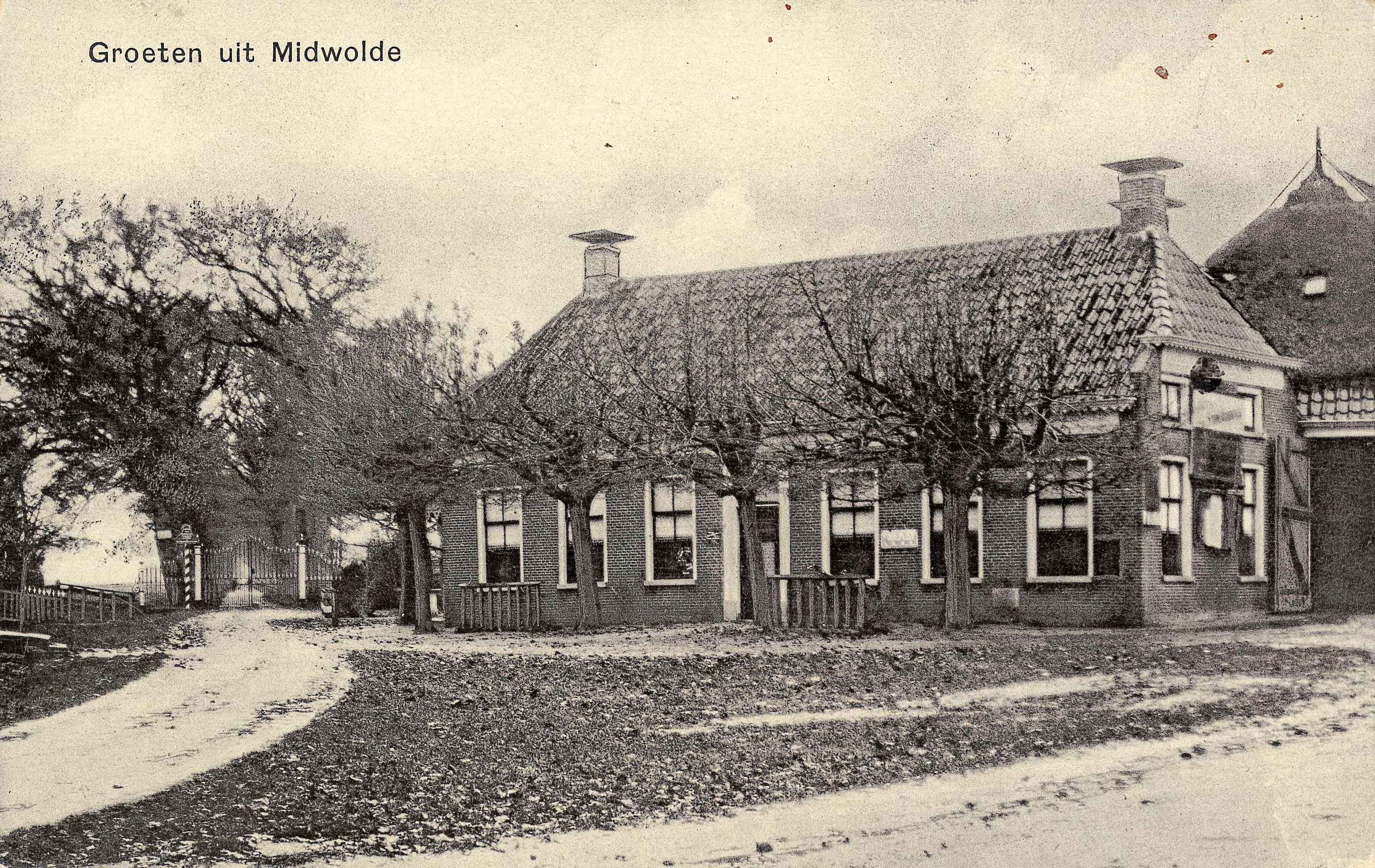
1913 Groeten uit Midwolde
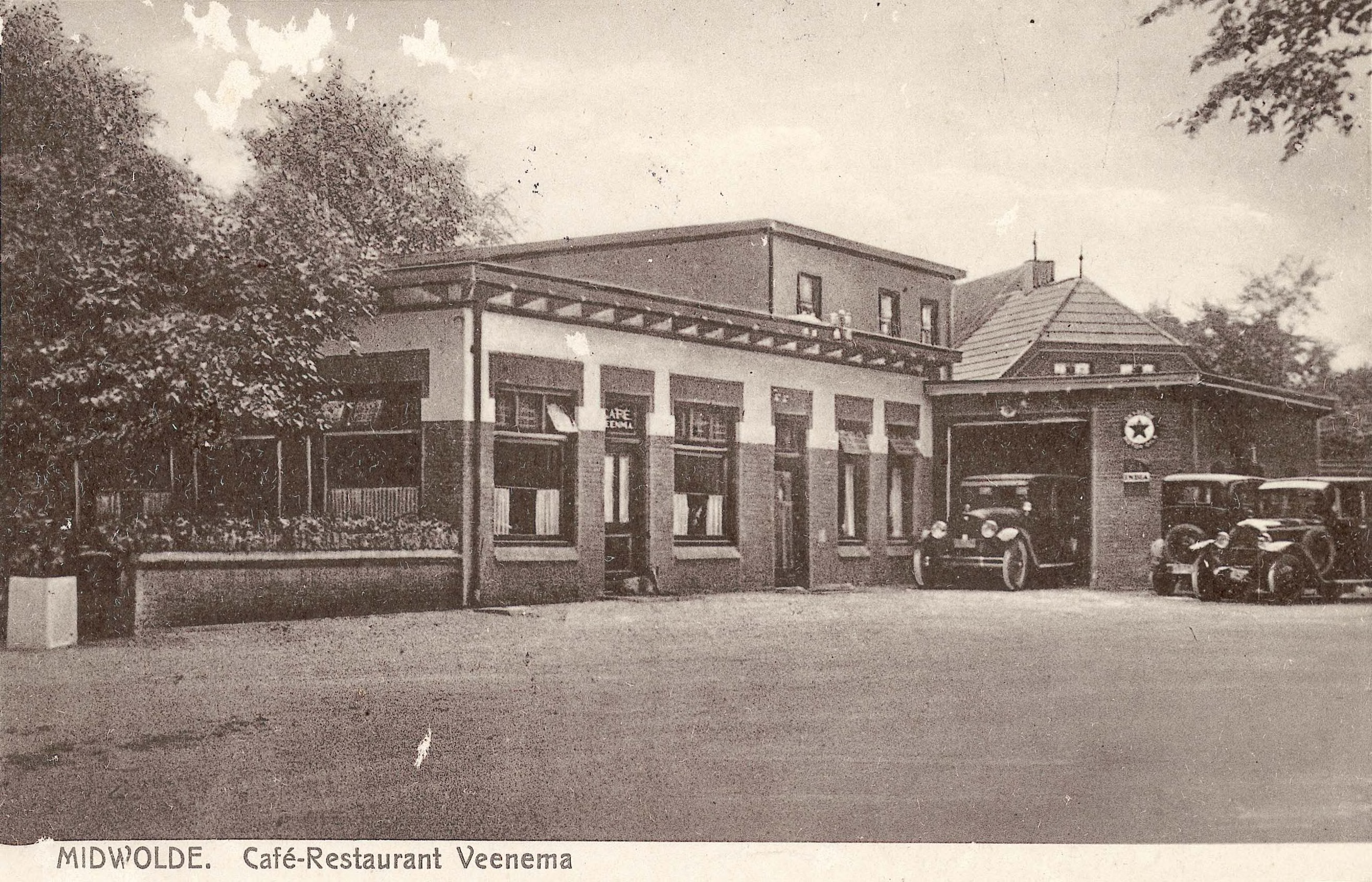
1938 Café-Restaurant Veenma
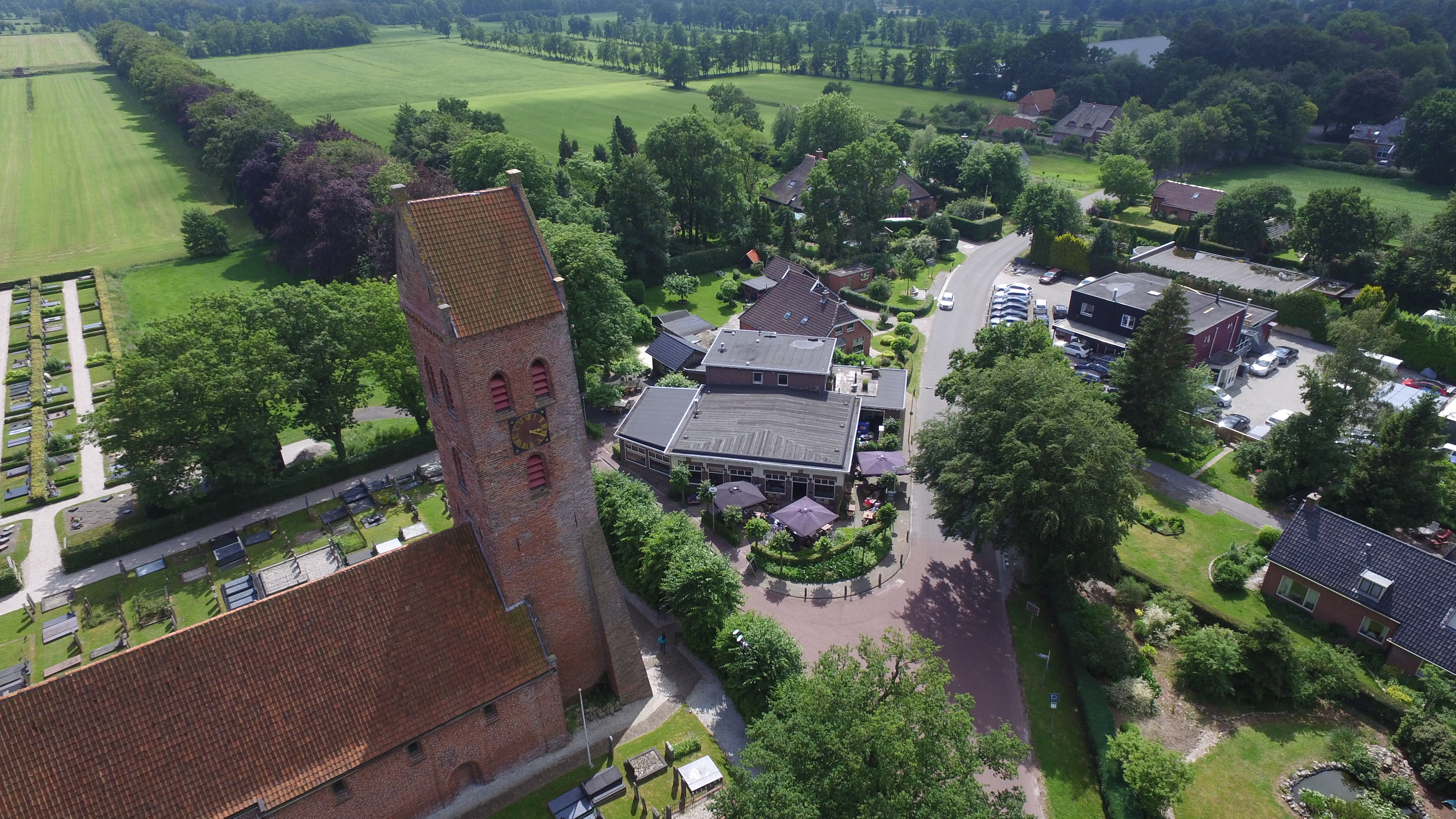
2018 Zicht op kerk en restaurant

## Geboren in Midwolde
- Ferdinand Folef von Innhausen und Kniphausen (1804-1884), heer van Nienoord en burgemeester
- Jan Holtrop (1862-1917), acteur en regisseur. Echtgenoot van Betty Holtrop-van Gelder (actrice en schrijfster).
- Wolter Bonnema (1864-1930), burgemeester
- Hendrik Offereins (1898-1945), verzetsstrijder